# Hassan Hirt
Hassan Hirt (* 16. Januar 1980 in Saint-Dizier) ist ein französischer Leichtathlet.
Er begann im Alter von 15 Jahren mit der Leichtathletik und wurde zum Cross-Spezialisten. Er war 21. bei den Crosslauf-Europameisterschaften 2008. Außerdem nahm er 2007, 2009, 2010 und 2011 an den Crosslauf-Weltmeisterschaften teil, wobei seine beste Platzierung Rang 53 bei den Crosslauf-Weltmeisterschaften 2010 war. 2012 konnte Hirt sich im 5000-Meter-Lauf für die Olympischen Spiele in London qualifizieren, bei denen er in seinem Vorlauf als Elfter ausschied. Er wurde allerdings nachträglich disqualifiziert und für zwei Jahre gesperrt, weil er bei einer Trainingskontrolle kurz vor den Spielen positiv auf EPO getestet worden war.